# Es war einmal ein Vater
Es war einmal ein Vater (japanisch 父ありき, Chichi ariki, engl.: There Was a Father) ist ein japanischer Film aus dem Jahr 1942. Regie führte Ozu Yasujirō, der gemeinsam mit Tadao Ikeda und Takao Yanai auch für das Drehbuch verantwortlich war. Der Film wurde von Kritikern und von der japanischen Regierung sehr gut aufgenommen und war an den Kinokassen Japans ein Erfolg. Er erhielt den zweiten Platz bei der Verleihung des Kinema-Jumpō-Preises. Der Film ist nur in teilweise schlechter Qualität und gelegentlich korrumpierten Szenen-Übergängen erhalten. 

## Handlung
Shūhei Horikawa lebt nach dem Tod seiner Frau allein mit seinem Sohn Ryōhei in einer japanischen Provinzstadt. Mit einer gewissen Strenge achtet er auf die Erziehung des Grundschülers. Als Lehrer unterrichtet er dort Geometrie. Mit seiner Klasse begibt er sich auf einen Ausflug nach Tokio. Während er dort in einer Ruhepause eine Go-Partie spielt, verunglückt einer seiner Schüler bei einem unerlaubten Bootsausflug tödlich. 
Obwohl sein Vorgesetzter, Professor Hirata, versucht, ihm das auszureden, macht er sich wegen dieser Aufsichtspflichtverletzung solche Vorwürfe, dass er umgehend seinen Beruf aufgibt. Er glaubt, dass er nicht als Lehrer geeignet sei, und zwar gerade deshalb, weil es ihm nicht gelungen war, das Verbot vorher ausreichend verständlich gemacht zu haben. Und auch er als Vater würde sein Kind nicht einem solchen Lehrer anvertrauen wollen.
Mit der Bahn begibt Shūhei sich mit dem Jungen in seinen Heimatort Ueda, wo er einen, ihm immer noch nahestehenden, Geistlichen aufsucht. Bei gemeinsamen handwerklichen Tätigkeiten findet er die Mußezeit zum Nachdenken. Seine Frau und sein Vater sind hier begraben. Das Elternhaus hatte Shūheis Vater verkauft, um die Ausbildung des Sohnes zu finanzieren. 
Ryōhei kann hier die Zeit des gemeinsamen Angelns am Fluss genießen. Hier erklärt ihm der Vater, dass er entschieden hat, ihn auf ein Internat zu schicken, um ihm das anschließende Studium zu ermöglichen, dass sie sich aber weiterhin an den Wochenenden sehen werden. Kurze Zeit später erklärt ihm der Vater jedoch, dass er nach Tokio gehen wird, da er dort besser Arbeit zu finden hofft. Wie immer versucht Shūhei, den Sohn von der Entscheidung zu überzeugen. Dieser ist jedoch so sehr enttäuscht, dass er schließlich beginnt zu weinen. Zum ersten Mal zeigt der Vater hier eine leichte Strenge und verbietet ihm, zu weinen. Anschließend übergibt er ihm aber gewissenhaft das Taschengeld, Socken und alle anderen Dinge, die er für die nächste Zeit brauchen wird.
Als Ryōhei 25 Jahre alt ist, nimmt er nach dem Studium eine Stelle als Lehrer an einer Schule in Akita an, während der Vater nun in Tokio lebt und in einer Textilfabrik eine Aufsichtsfunktion ausübt. In dieser Stadt trifft er zufällig seinen ehemaligen Vorgesetzten, Professor Hirata. Die Begegnung zeigt die Verbundenheit und Zuneigung zwischen den beiden Männern. Die beiden verbringen Zeit beim Go-Spiel und Hirata, der ebenfalls ohne Frau lebt, lädt Shūhei zu sich und seinen beiden Kindern nach Hause ein.
Ryōhei vermisst es, mit seinem Vater zusammenzuleben. Er schlägt vor, seinen Posten aufzugeben und nach Tokio zu ziehen, was Shūhei ablehnt, weil er will, dass sein Sohn als Lehrer nicht so versagt wie er. Es bleibt bei regelmäßigen Besuchen in der Dauer mehrerer Tage. Aufgrund der großen Liebe zu seinem Vater akzeptiert Ryōhei regelmäßig den Willen des Vaters, wenn dieser seine Wünsche nicht akzeptiert.
Nach einem Klassentreffen mit einer seiner ehemaligen Klassen, schlägt Shūhei seinem Sohn, der als tauglich eingestuft wurde und deshalb bald Militärdienst leisten muss, vor, die Tochter Hiratas zu heiraten. Kurz darauf erleidet Shūhei einen Herzanfall. Am Krankenhausbett sitzen Ryōhei, Hirata und dessen Tochter Fumi. Shūhei richtet seine letzten Worten an Hirata: „Ich vertraue dir meinen Sohn an. Ich zähle auf dich...“ Man sieht Ryōhei weinen.
Ryōhei wird die Frau, Fumi, heiraten, die ihm der Vater zu Lebzeiten empfohlen hat. In der letzten Szene sagt Ryōhei zu Fumi: „Seit meiner Kindheit habe ich davon geträumt, mit meinem Vater zusammenzuleben. Als ich es verwirklichen konnte, ist er gestorben. Ich durfte eine Woche mit ihm zusammen leben. Es war die schönste Zeit meines Lebens. Er war ein guter Vater.“
Fumi fängt an, heftig zu weinen.

## Hintergrund
- Der Film handelt vom allein erziehenden Vater, eine Thema, das Ozu später immer wieder aufgreift.
- In den Einstellungen werden immer wieder Details des Alltags und des Arbeitslebens der japanischen Lebenswelt fokussiert: Der Unterricht des Lehrers Shūhei, die Beschäftigung mit dem Nähen und dem Buchdruck im Kloster und die Arbeit in der Textilfabrik.
- Der Film zeigt auch japanische Umgangsformen: Anteilnahme, der Ausdruck von Zuneigung – unter vollkommener Abwesenheit körperlicher Nähe. Im gesamten Film gibt es lediglich drei Szenen, in denen körperliche Berührungen zu sehen sind.
- Der Film wurde während des Pazifik-Kriegs gedreht, da kommt auch Ozu nicht um Vaterländisches herum. So mahnt der Vater seinen Sohn zur unbedingten Pflichterfüllung und weist ihn auf eine Ausstellung des Malers Watanabe Kazan (1793–1841) hin, der wegen seiner Kaisertreue verfolgt wurde und der sich schließlich das Leben nahm. Andererseits zeigt am Anfang des Films eine Steinabreibung eines bekannten Gedichts aus der Tang-Zeit, verfasst von Zhang Ji: „Mond geht unter, Krähen krächzen …“ die im Horikawas Klassenzimmer hängt. Damit nimmt er deutlich Stellung gegen die Herabsetzung Chinas, die seit Beginn des Krieges üblich war.
- Noch bevor er für einige Zeit als Soldat nach China gegangen war, schrieb Ozu 1937 einen ersten Entwurf zu diesem Film. Als er nach Japan zurückkehrte, schrieb er mehrere weitere Entwürfe.[2]

## Kritik
„Dieser […] Film gewinnt seinen Wert […] nicht nur aus seiner tiefgehenden Geschichte, sondern vor allem durch seine berührenden Bilder und Ozus Umgang mit Stilelementen und wechselnden Erzähltempi.“

„Ozu begleitet seine Figuren über Jahrzehnte und erzählt mit großer Eindringlichkeit von ihrem aus Opferwillen und Pflichterfüllung geborenen Leid. – Rührend-intensives Zwei-Personen-Drama.“